# Osiedle Północ II (Ełk)
Północ II – osiedle mieszkaniowe w północnej części Ełku, jedno z największych i najludniejszych osiedli miasta oraz największe skupisko placówek oświaty. Od południa poprzez ulicę Sikorskiego graniczy z osiedlem Północ I, natomiast od wschodu graniczy z Konieczkami. Założone w latach 70. XX wieku na byłych terenach bagiennych. Głównymi ulicami osiedla są ulice: 11 Listopada, Kajki, Grodzieńska, Sikorskiego, Warszawska i Wileńska.
W środku osiedla znajduje się niewielki akwen potocznie nazywany Bajorkiem, który zaraz po wojnie był trzy razy większy niż obecnie. Osiedlem częściowo administruje spółdzielnia mieszkaniowa "Świt" Nr 3, która drukowała bezpłatną gazetę wydawaną co miesiąc o nazwie – Biuletyn Spółdzielczy Świt. Na północ od osiedla przebiega obwodnica Ełku, będąca częścią dróg krajowych 16 i 65. Potoczna nazwa osiedla to Chamowo.

## Budowa osiedla

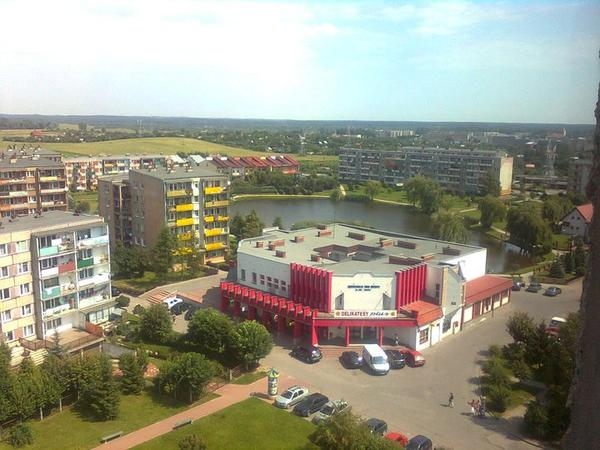
Okrąglak

Budowę zapoczątkowano w latach 70 XX wieku. 29 maja 1971 sporządzono akt erekcyjny pod budowę szkoły przy ówczesnej ulicy Polnej (obecnie ul. Sikorskiego). W 1972 przeniesiono do budynku zajęcia Zespołu Szkół Zawodowych Centrali Rolniczej Spółdzielni "Samopomoc chłopska", obecnie funkcjonującego pod nazwą Zespół Szkół nr 5 im. Karola Brzostowskiego. Pierwszy blok mieszkalny, zlokalizowany przy ul. Warszawskiej 5, został oddany do użytku w 1978 roku. Zaraz po nim został wybudowany blok przy ul. Warszawskiej 2. Niespełna pięć lat później przy ulicy Sikorskiego i Warszawskiej zbudowano dwa pierwsze wieżowce. Ostatnie mieszkania powstały przy ulicy Sikorskiego 1. W latach 1982–1984 wybudowano budynek Szkoły Podstawowej nr 3, w której od 2000 r. mieści się także Gimnazjum nr 4. W 1988 oddano do użytku budynek tzw. Okrąglaka przy ul. Grodzieńskiej 10 i założono w nim Spółdzielczy Dom Kultury. Obecnie mieszczą się w nim także punkty handlowo-usługowe oraz przychodnia lekarska. 26 grudnia 1991 biskup Józef Wysocki wyświęcił Kościół Najświętszej Maryi Panny Królowej Apostołów. Parafia obejmuje obszar między ulicami Kajki, Sikorskiego oraz torami kolejowymi na północy i wschodzie osiedla. Po 1991 roku wybudowano na osiedlu kilka bloków mieszkalnych, często jako dobudowywane do istniejących już bloków. 1 czerwca 2009 przy Zespole Szkół nr 2 został uroczyście otwarty pierwszy w Ełku kompleksu boisk Orlik 2012. 13 września 2010 ukończono budowę i przebudowę sali sportowej oraz pomieszczeń do szkolnictwa zawodowego gastronomiczno-hotelarskiego przy Zespole Szkół nr 6 im. Macieja Rataja. W latach 2011–12 w związku z budową północnego odcinka obwodnicy Ełku przebudowano ulicę Kajki, będącą wówczas jeszcze częścią drogi krajowej nr 65, a w miejscu dotychczasowego przejazdu kolejowego postawiono wiadukt, będący pierwszym i jedynym na osiedlu. Jesienią 2012 roku rozebrano dwa wolno stojące, nieużytkowane kominy, będące jednymi z najwyższych punktów osiedla. Pod koniec 2013 roku oddano do użytku nowe oświetlenie ulicy Grodzieńskiej oraz dobudowano 20 miejsc parkingowych.

## Osiedle w statystykach

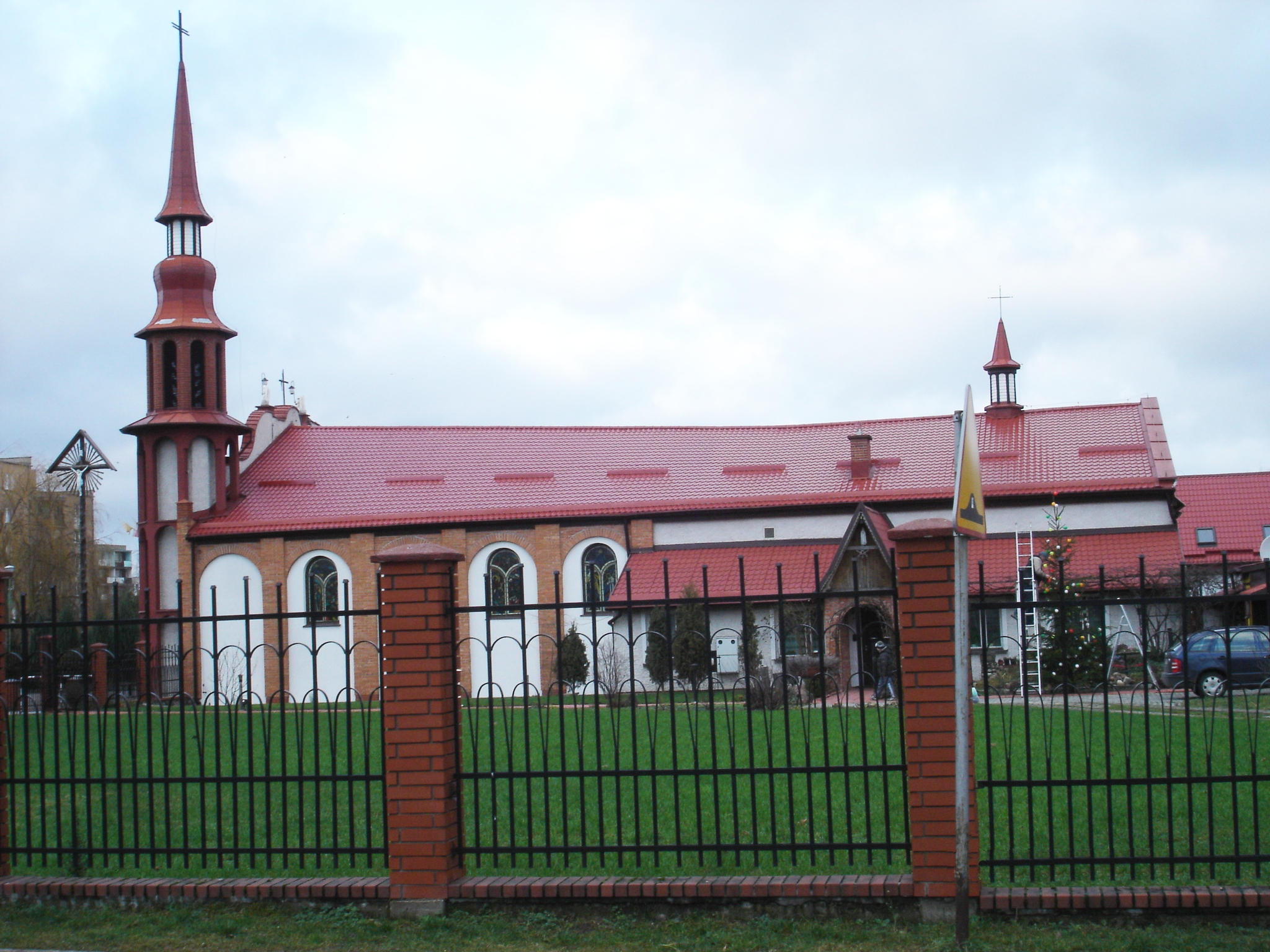
Kościół Najświętszej Maryi Panny Królowej Apostołów

| Dane                           | Liczba       |
| ------------------------------ | ------------ |
| Liczba mieszkańców             | 5957         |
| Budynki ogółem                 | 65           |
| Domki jednorodzinne            | 29           |
| Budynki mieszkalne             | 33           |
| Mieszkania                     | 1867         |
| Powierzchnia użytkowa mieszkań | 95005,44 m²  |
| Lokale użytkowe                | 48           |
| Powierzchnia użytkowa lokali   | 3462,85 m²   |
| Garaże                         | 341          |
| Powierzchnia garaży            | 5648,05 m²   |
| Razem powierzchnia użytkowa    | 105841,76 m² |

## Placówki oświaty i szkoły wyższe

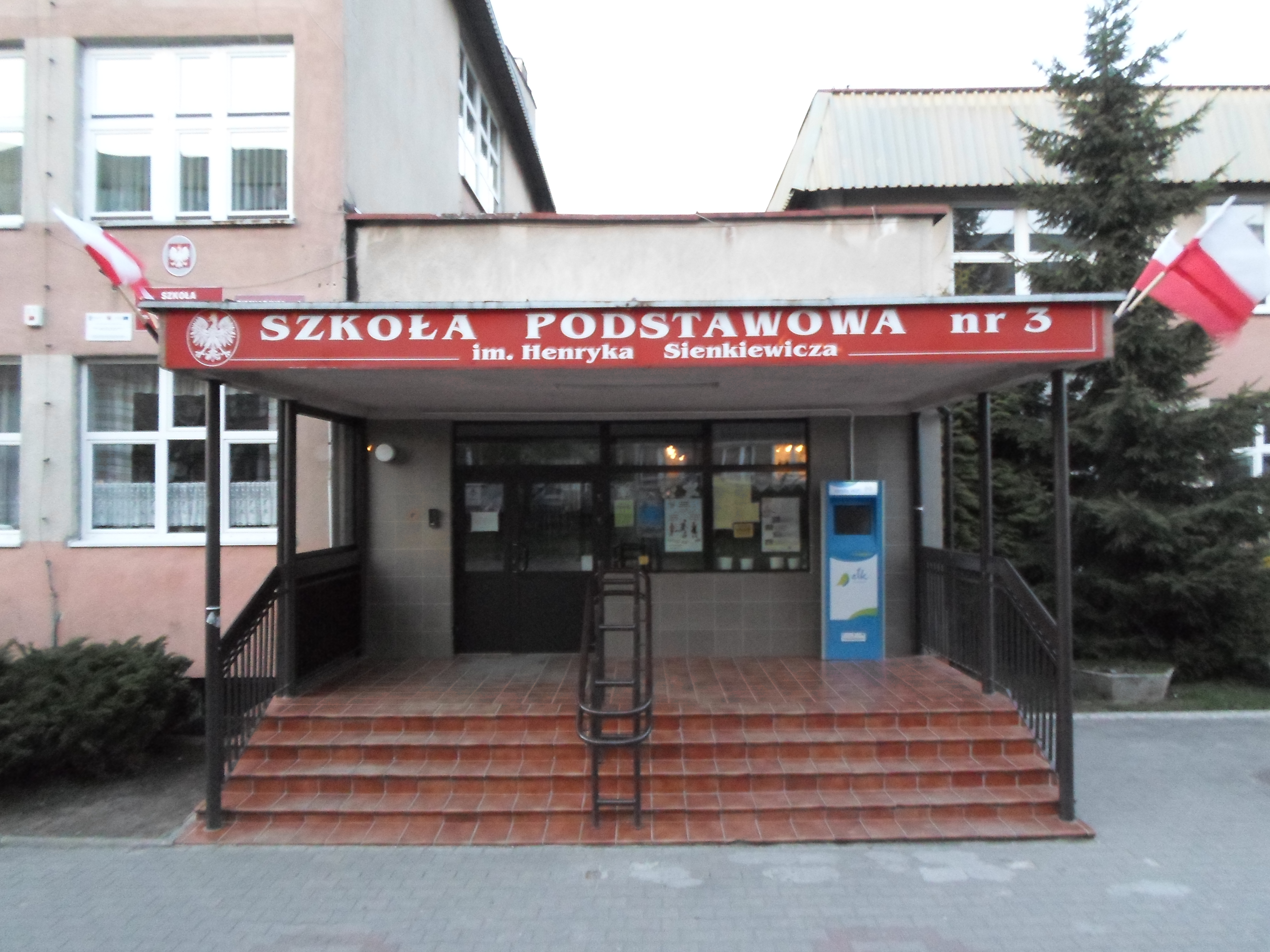
Szkoła Podstawowa nr 3

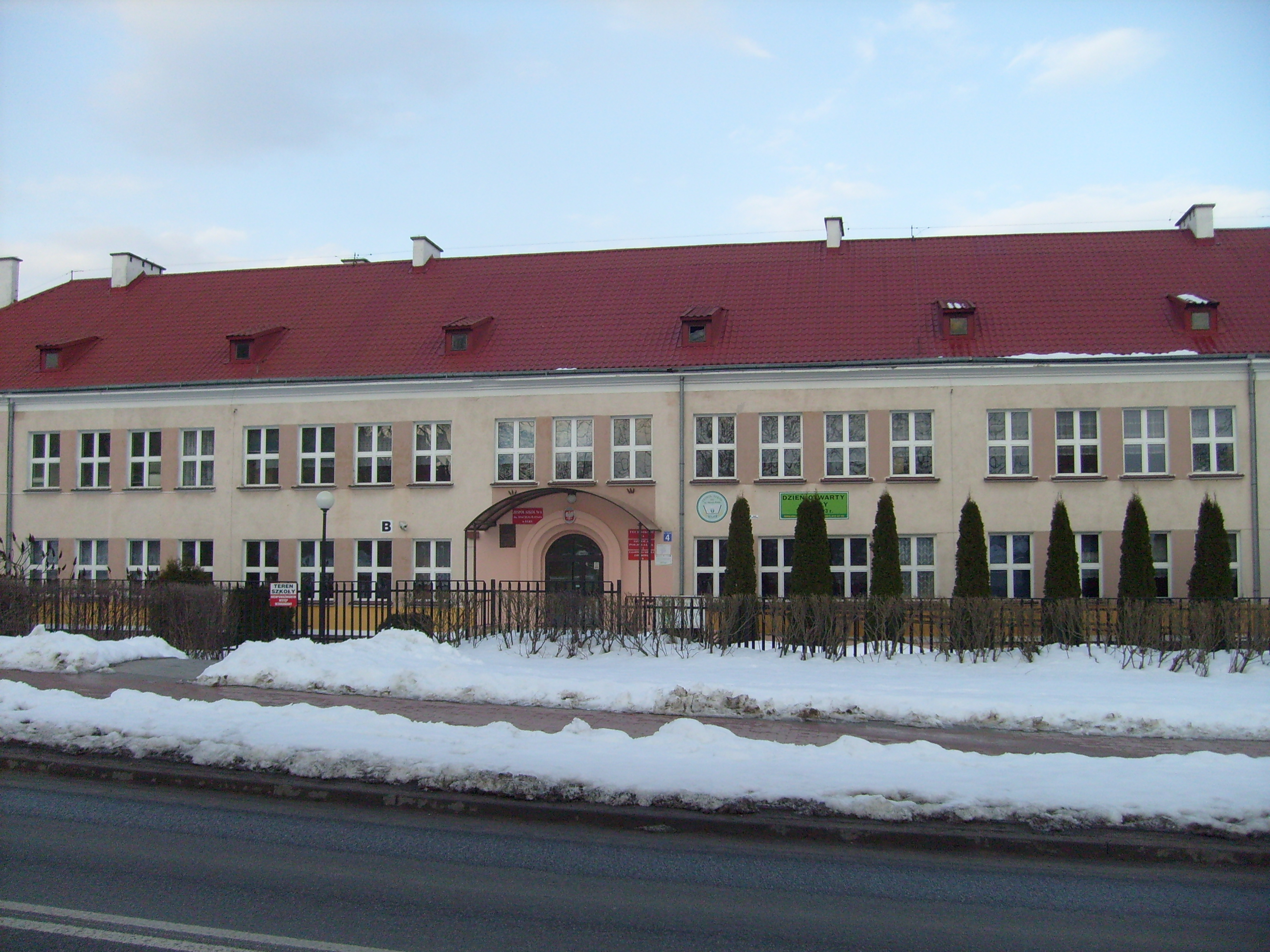
Zespół Szkół nr 6

### Przedszkola
- Przedszkole Samorządowe Nr 7 "Mali Odkrywcy"

### Szkoły podstawowe i gimnazja
- Szkoła Podstawowa im. Henryka Sienkiewicza nr 3 w Ełku

### Szkoły ponadgimnazjalne
- Zespół Szkół nr 1 im. Jędrzeja Śniadeckiego w Ełku (potocznie: Szkoła chemiczna)
- Zespół Szkół nr 2 im. Krzysztofa Kamila Baczyńskiego (potocznie: Budowlanka oraz Biały Ogólniak)
- Zespół Szkół nr 5 im. Karola Brzostowskiego (potocznie: Szkoła ekonomiczna)
- Zespół Szkół nr 6 im. Macieja Rataja (potocznie: Szkoła rolnicza)

### Szkoły wyższe
- Wyższa Szkoła Gospodarki w Bydgoszczy, oddział regionalny w Ełku

## Inne obiekty

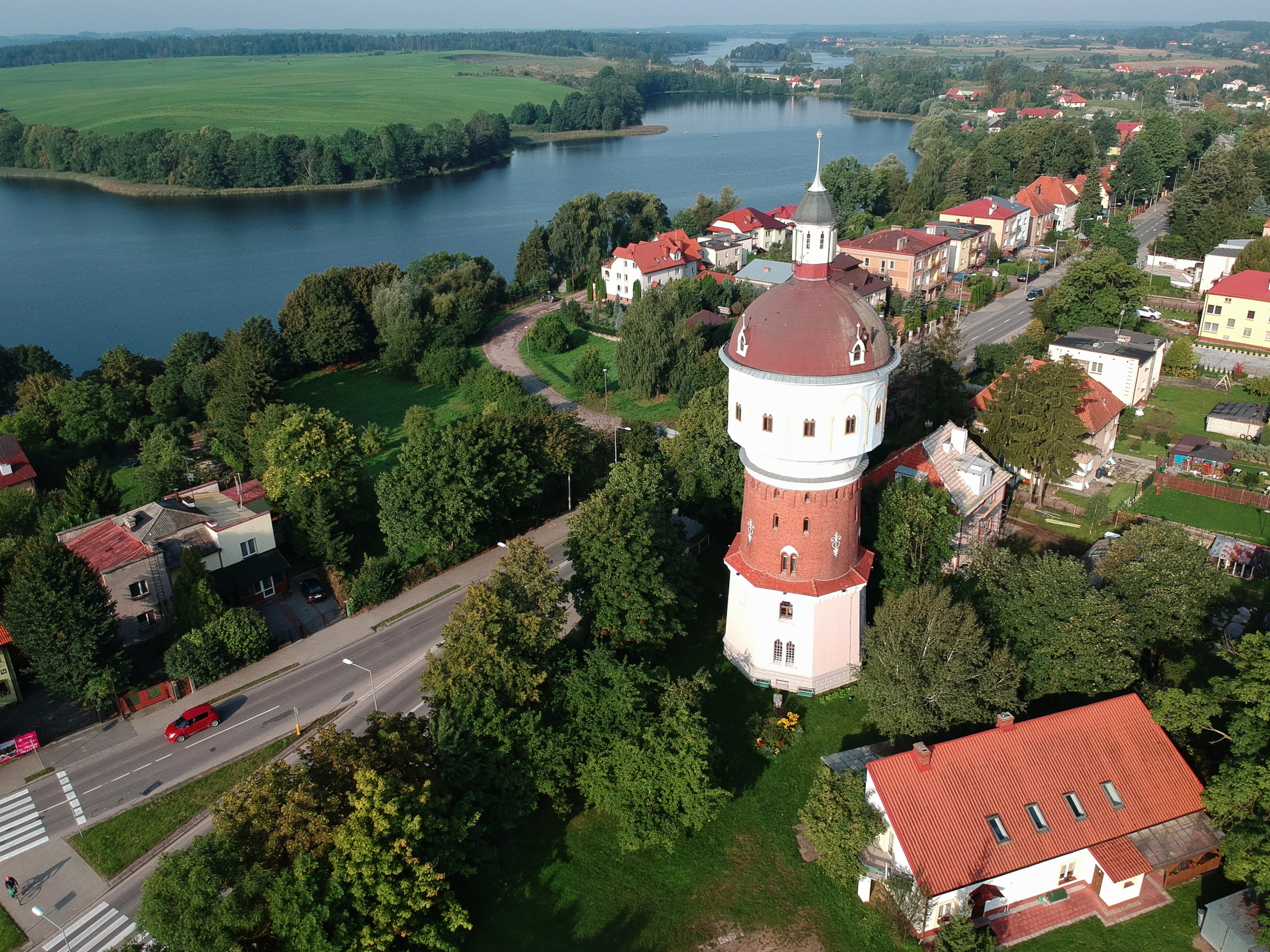
Wieża ciśnień

### Obiekty sportowe
- Kompleks sportowy "Moje Boisko – Orlik 2012" przy Zespole Szkół nr 2 im. K. K. Baczyńskiego – ul. Sikorskiego 7
- Kompleks sportowy "Moje Boisko – Orlik 2012" zimą przekształcany w lodowisko przy Zespole Szkół nr 6 im. M. Rataja – ul. M. Kajki 4
- Stadion lekkoatletyczny im. Kamili Skolimowskiej[10] przy Zespole Szkół nr 1 im. Jędrzeja Śniadeckiego wraz z przyległym boiskiem i kortami tenisowymi – ul. 11 listopada

### Zabytki
- Cmentarz wojenny żołnierzy niemieckich z I wojny światowej – ul. Kajki
- Wieża ciśnień

### Obiekty handlowo-usługowe i inne

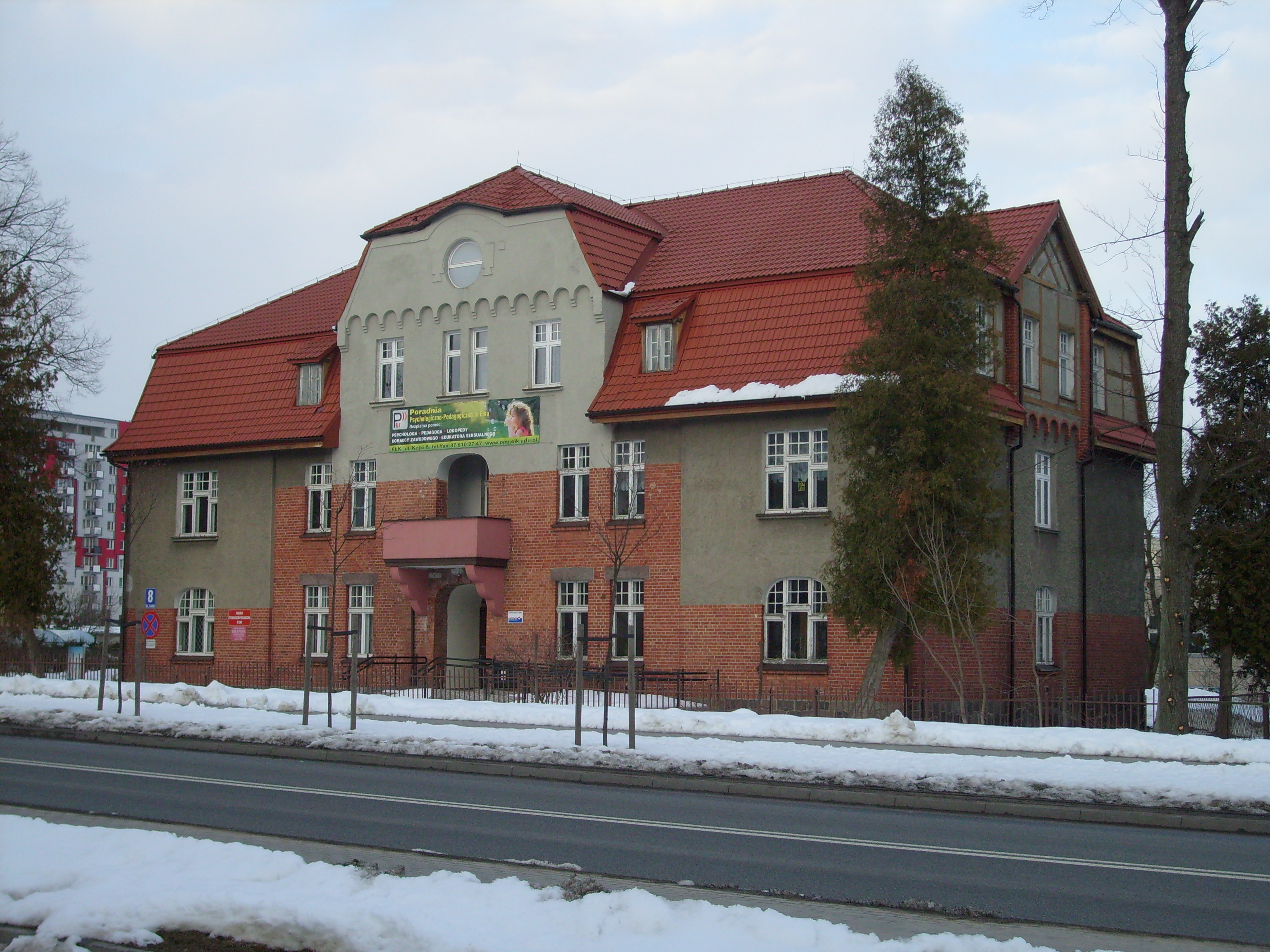
Poradnia Psychologiczno-Pedagogiczna

- Spółdzielczy Dom Kultury S.M "Świt" – Okrąglak – ul. Grodzieńska 10
- Supermarket Biedronka – ul. Warszawska 3a
- Poczta Polska (Urząd Pocztowy 5) – ul. Sikorskiego 3a
- Poradnia Psychologiczno-Pedagogiczna – ul. Kajki 8
- Apteka Północ II – ul. Sikorskiego 3
- Apteka Osak – ul. Kajki 12

## Ulice
- ul. 11 Listopada
- ul. Adama Asnyka
- ul. Jana Brzechwy
- ul. Grodzieńska
- ul. Michała Kajki
- ul. Janusza Korczaka
- ul. Generała Władysława Sikorskiego
- ul. Juliana Tuwima
- ul. Warszawska
- ul. Wileńska

## Osoby związane z osiedlem
- Paweł Sobolewski – piłkarz, grający na pozycji pomocnika w Koronie Kielce
- Krzysztof Dudzis – biegacz, przebiegł trasę maratonu Ełk – Watykan 2,3 tys. km. Spotkał się na audiencji z Janem Pawłem II
- Bartłomiej Wierzbicki – piłkarz, grający na pozycji napastnika w ełckim Mazurze. W sezonie 2008/2009 strzelił 30 bramek
- Jerzy Owsianka – były proboszcz osiedlowej parafii pw. N.M.P. Królowej Apostołów w Ełku
- Juliusz Tyszkowski – nauczyciel, przepłynął kajakiem trasę Ełk – Nettetal (Niemcy)